# 本郷秀之
本郷 秀之（ほんごう ひでゆき、1966年5月1日 - ）は、熊本県長洲町出身の実業家。スターティアホールディングス株式会社（東証一部上場、旧：スターティア株式会社）創業者・代表取締役社長。一般財団法人ほしのわ代表理事。一般社団法人熊本創生企業家ネットワーク代表理事。NPO法人発達わんぱく会理事。

## 経歴
- 1966年 - 熊本県玉名郡長洲町生まれ。
- 1985年 - 熊本県立荒尾高校（現：熊本県立岱志高等学校）卒業。
- 1987年 - 国際観光専門学校（現：国際デュアルビジネス専門学校）卒業。
- 1996年 - スターティア株式会社（現スターティアホールディングス株式会社[1]）創業。代表取締役社長に就任（現職）。
- 2005年 - スターティア株式会社を創業社長として東証マザーズに上場させる。
- 2010年 - NPO法人発達わんぱく会理事に就任（現職）。
- 2014年 - スターティア株式会社を創業社長として東証一部に上場させる。
- 2018年 - 一般財団法人ほしのわ[2]設立。代表理事に就任（現職）。
- 2018年 - 一般社団法人熊本創生企業家ネットワーク[3]設立。代表理事に就任（現職）。
- 2019年 - 熊本大学非常勤講師（現職）。